# Pengabrorsan
Pengabrorsan är ett album av Moneybrother, släppt i Sverige den 6 december 2006. Albumet är Moneybrothers tredje och är producerat av Henrik Svensson. På grund av en konflikt med Moneybrothers tidigare skivbolag Burning Heart gavs det ut på det egna bolaget Hacka Skivindustri.
Det är hans första skiva med material på svenska och består av en egen, engelskspråkig låt, Falling in Love (With Christmas Time), och tio covers som är översatta till svenska - flera av dem med hjälp av Patrik Dahlblom, med förflutet i åländska Good Evening Manchester. Två av låtarna är duetter, med Jerry Williams (Falling in Love (With Christmas Time)) respektive Howlin' Pelle Almqvist (Jag skriver inte på nåt). 
Första singeln heter Dom vet ingenting om oss och är en svenskspråkig tolkning av Kirsty MacColls They Don't Know (som i Tracey Ullmans version blev en internationell hit 1983). Låten är tillgänglig på Moneybrothers hemsida . Där finns även videon till låten. I inledningen av videon befinner sig delar av bandet i Anders Wendins dåvarande lägenhet på Högalidsgatan i Stockholm för att sedan hoppa in i en taxi, i vilken resterande del av videon utspelar sig.
Plattan debuterade på plats två den 14 december 2006 på Sveriges albumlista. Den låg på topp-60-listan i 27 veckor, fyra av dem på plats två (i olika omgångar). Skivan hölls från förstaplatsen av, i tur och ordning, Björn Skifs, Markus Fagervall och Lasse Stefanz. På årslistan nådde albumet plats 45 år 2006 och plats 54 år 2007.

## Låtlista
1. "Dom vet ingenting om oss" - 2:26 ("They Don't Know", Kirsty MacColl)
2. "Pajas på timlön" - 2:21 ("Clown In Broad Daylight", Ron Sexsmith)
3. "Downtown Train (Tåget som går in till stan)" - 3:06 ("Downtown Train", Tom Waits)
4. "Midnatt till sju" - 3:42 ("Working the Midnight Shift", Donna Summer)
5. "Från Klaraberg till dig" - 5:35 ("That's How It Is (When You're In Love)", Otis Clay) (I cd-häftet står det felaktigt att originalet heter "A fool in love".)
6. "Under bordet" - 2:49 ("Off the Record", My Morning Jacket)
7. "Livet börjar här" - 2:49 ("Get Well Soon", Steve Forbert)
8. "Det blir ingen dans" - 1:48 ("Mannequin", Wire)
9. "Jag skriver inte på nåt" - 1:59 ("Freeze Up", Operation Ivy)
10. "Falling in Love (With Christmas Time)" - 5:37
11. "Bara ett fån gör så mot sig själv" - 3:36 (dolt spår)("Only a Fool Breaks His Own Heart", Shelly Coburn, Norman Bergen)

## Singlar
Följande låtar från albumet har även släppts som singlar:
- "Dom vet ingenting om oss", 10 november 2006

## Listplaceringar
| Lista (2006-2007) | Topplacering |
| ----------------- | ------------ |
| Sverige           | 2            |

### Fotnoter
1. ↑  Listplacering